# Radio France Internationale
Radio France Internationale, normalt kaldet RFI, er et statsejet internationalt radionyhedsnetværk i Frankrig. Med 59,5 millioner lyttere i 2022 er det en af de mest lyttede internationale radiostationer i verden sammen med Deutsche Welle, BBC World Service, Voice of America og China Radio International.
RFI sender 24 timer i døgnet over hele verden på fransk og på 16 andre sprog på FM, kortbølge, mellembølge, satellit og på sin hjemmeside. Det er en kanal under det statslige selskab France Médias Monde. Størstedelen af kortbølgetransmissioner er på fransk og hausa, men inkluderer også nogle timer med swahili, portugisisk, mandinka og russisk. RFI sender til over 150 lande på 5 kontinenter. Afrika har den største andel af radiolytterne og repræsenterede 60 % af det samlede publikum i 2010. I Paris-regionen haR RFI mellem 150.000 og 200.000 lyttere. De digitale platforme havde i 2022 i gennemsnit 24,6 millioner besøg om måneden, mens 31,1 millioner følgere holdt kontakt via Facebook, Twitter, Instagram og Youtube.
I 2020 var publikum på 58,1 millioner lyttere (en stigning på 11,6 millioner i forhold til 2019), fordelt på 29,8 millioner i det fransktalende Afrika, 11 millioner i ikke-fransktalende Afrika, 2 millioner i Maghreb-regionen, 1,3 millioner i Europa, 13 millioner i Amerika og 1 million i Asien.